# Кільце (роман Бекстера)
«Кільце» (англ. Ring) — науково-фантастичний роман британського письменника Стівена Бекстера 1994 року. Четвертий роман у серії «Послідовність Ксілі», втім сюжетно мало пов'язаний з іншими книгами.
У романі розповідається про кінець Всесвіту та порятунок людства від його загибелі. Впродовж роману простежуються два паралельні сюжети: Лізерль, штучний інтелект (ШІ), досліджує причини передчасного старіння Сонця; а «Великий Північний», корабель поколінь, посланий у тисячолітній політ, намагається повернутися додому та врятувати людей на борту.

## Сюжет
Події розпочинаються у 2010 році, коли люди виявляють у Всесвіті штучне кільце діаметром 10 мільйонів світлових років. Його створила цивілізація Ксілі, щоб змінити саму структуру Всесвіту, і воно є причиною Великого Атрактора. Мотиви побудови Кільця поки невідомі людям. Тим часом Сонце передчасно старіє і для з'ясування його причин створюють ШІ Лізерль.
У 3951 році для дослідження Кільця вирушає зореліт «Великий Північний». Його відправлено за допомогою кротовини, створеної Майклом Пулом. Згідно з планом, зореліт повернеться до Сонячної системи через п'ять мільйонів років, хоч на борту мине тисяча років через релятивістський ефект сповільнення часу. Екіпаж розділений на три фракції: примітиви, віртуали та суперети. Примітиви є євгенічним проєктом Гаррі Уварова, який сподівається подовжити життя людства без використання радикальних технологій. Фракція суперетів значною мірою покладається на крихкі технології та підтримує тоталітарний уряд, який відмовляється визнавати існування інших палуб (фракцій) на кораблі; віртуали залишаються осторонь.
Після прибуття в кінець кротовини, вона руйнується, позбавляючи зореліт змоги повернутися. Екіпаж виявляє, що весь Всесвіт сповнений червоних зірок, оскільки вони старіли набагато швидше, ніж очікувалося. Слідів інших людей у цій епосі знайти не вдається. «Великий Північний» зв'язується з ШІ Лізерль, яка досліджувала Сонце. Лізерль повідомляє, що на кожній зорі існують «фотонові птахи» — життя, засноване на темній матерії. Ці «птахи» поступово висмоктують енергію з ядра зорі, припиняючи термоядерний синтез і спричиняючи передчасне старіння до стабільного червоного гіганта — улюбленого середовища проживання птахів, оскільки в такої зорі немає ризику стати надновою та знищити їх. Ксілі, майстри баріонної матерії, знали про «фотонових птахів» і намагалися перешкоджати їм. Баріонний Всесвіт приречений на загибель, але Ксілі створили Кільце, що за допомогою метрики Керра створює прохід до інших Всесвітів. Отож, щоразу, коли люди раніше зустрічалися з Ксілі та воювали проти них, це було лише роздратуванням для Ксілі, які думали у більшому масштабі про сильніших ворогів.
Люди виявляють, що Кільце було знищено «фотоновими птахами», а отже Всесвіт уже не врятувати. Але нещодавно пробуджений віртуальний Майкл Пул показує примітиву Прядильнику мотузки, як пілотувати фрагментовані космічні струни та подорожувати в минуле, використовуючи замкнуту часоподібну криву. Останні люди повертаються до Кільця в ранішу епоху, Ксілі пропускають їх усередину, і вони вибирають новий Всесвіт для проживання.
Майкл Пул залишається в нашому Всесвіті та стає свідком загибелі останніх зірок і розпаду останніх протонів — остаточної перемоги форм життя темної матерії над баріонними Ксілі та меншими расами. Згодом його свідомість розсіюється, і історія закінчується.